# Jorge Lafuente
Jorge Lafuente (Buenos Aires, Argentina; 1896 - Id. 1966) fue un actor y director cinematográfico argentino de principios de siglo XX.

## Carrera
Lafuente fue un pionero actor de cine mudo que se inició junto a míticas figuras de la escena nacional como Lidia Liss, Carlos Dux, Enrique Parigi, María Elena Castro, Elena Guido, Augusto Gocalbes, Carmen Giménez, Nelo Cosimi, Margarita Corona, Felipe Farah, Ángel Boyano, Florentino Delbene, entre muchos otros.
La mayoría de sus incursiones lo hizo bajo el respaldo del director José Agustín Ferreyra y de Rafael Parodi. Trabajó con míticos técnicos como Andrés Ducaud y Luis Ángel Scaglione.
En teatro participó junto con Yolanda Labardén, Gloria Prat y Elena Guido en el sainete de Manuel Romero titulado ¡Patotero, rey del bailongo!, de 1923.

## Filmografía
como actor:
- 1919: Campo ajuera
- 1920: Palomas rubias
- 1921: La gaucha
- 1922: La muchacha de arrabal
- 1922: Buenos Aires, ciudad de ensueño
- 1922: La chica de la calle Florida
- 1923: La maleva
- 1923: Corazón de criolla
- 1923: Melenita de oro
- 1924: Mientras Buenos Aires duerme
- 1924: Audacia y nobleza
- 1925: Y era una noche de carnaval[2]

Como director:
- 1919: Las bestias tienen sed
- 1924: Audacia y nobleza
- 1925: Era una provincianita